# Eupleurodon
Eupleurodon is een geslacht van kreeftachtigen uit de klasse van de Malacostraca (hogere kreeftachtigen).

## Soorten
- Eupleurodon peruvianus Rathbun, 1924
- Eupleurodon rathbunae Garth, 1939
- Eupleurodon trifurcatus Stimpson, 1871